# Église Saint-Julien de Saint-Julien-des-Églantiers
L'église Saint-Julien est une église catholique, aujourd'hui déconsacrée, située à Pré-en-Pail-Saint-Samson, dans le département français de la Mayenne. Elle a un temps été vouée à la destruction par la municipalité, mais a pu être sauvé grâce à la mobilisation des habitants et associations.

## Localisation
L'église est située dans le hameau de Saint-Julien-des-Églantiers, en bordure des routes départementales 245 et 255.

## Histoire
C'est au cours d'une visite pastorale sur la paroisse de Pré-en-Pail en mai 1866 que Monseigneur Casimir Wicart, alors évêque de Laval, confie à l'abbé Edmond Martin la mission de réunir des fonds pour ériger une nouvelle paroisse et construire une église à Saint-Julien-des-Églantiers. La paroisse est créée par décret impérial du 16 avril 1870, obtenu avec peine, alors qu'elle fonctionnait depuis février 1869.
L'église est construite en deux ans seulement sur les plans de l'architecte Lemesle, et sur un devis de 50 000 francs. Sa dédicace est célébrée le 14 juillet 1896 par Monseigneur Pierre-Emmanuel Bouvier, évêque de Tarentaise.
L'inventaire se déroule le 12 mars 1906. Il commença le matin mais fut interrompu jusqu'au soir « pour insuffisance de la force armée », deux cents paroissiens étant venus protester.
Désaffectée du culte, l'église est vouée à la démolition en 1998 et sa destruction est engagée par la municipalité de Pré-en-Pail. L'association Sauvegarde et Mémoire de l'église de St Julien des Églantiers est alors créée et obtient du tribunal administratif de Nantes l'arrêt des travaux de démolition. Celle-ci avait déjà débuté par l'enlèvement des vitraux, de l'électricité et du sol. Depuis, l'association récolte des dons et rénove progressivement l'édifice : la toiture et le clocher sont rénovés en 2007 et les vitraux reposés en 2015. Ouverte au public quatre ou cinq fois par an, elle voit s'organiser en son sein des concerts, des expositions et même un barbecue annuel. Le nombre de visiteurs annuels avoisine les 3 000 personnes.

## Architecture et extérieurs
L'église présente un style néo-gothique et la forme d'une croix latine. Son clocher est agrémenté de quatre clochetons en ardoise ajoutés en 1896. L'un des clochetons se brise lors de la tempête du 26 décembre 1999 mais est réparé avec l'ensemble du clocher en 2007.
Le tympan réalisé en 1890 représente saint Julien du Mans sauvant miraculeusement un enfant de l'étreinte d'un serpent, aux pieds des remparts du Mans. Deux personnages regardent la scène : le Défensor et son épouse.
Le chevet est surmonté d'un ange à la trompette annonçant le Jugement dernier.

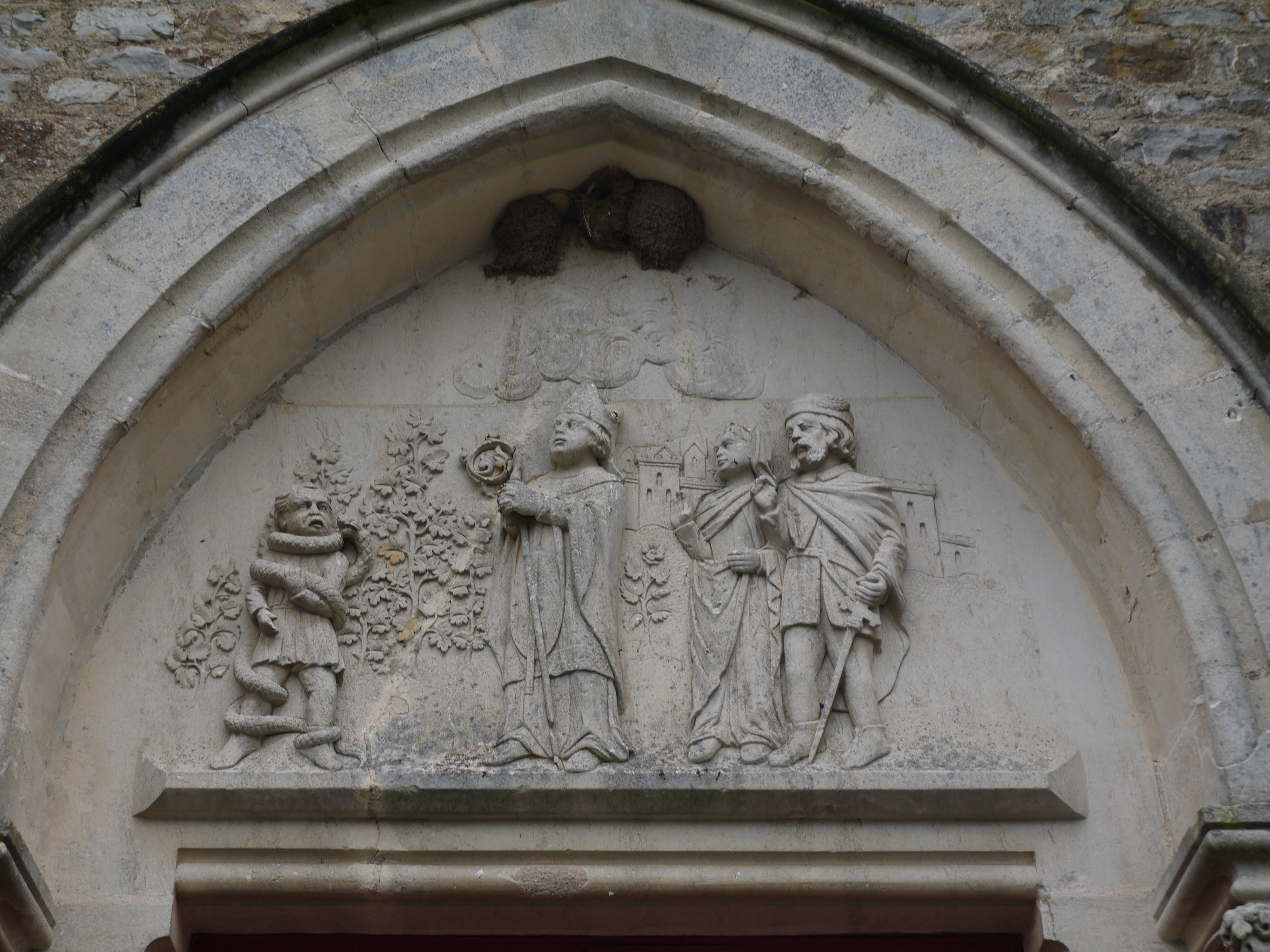
Le tympan.
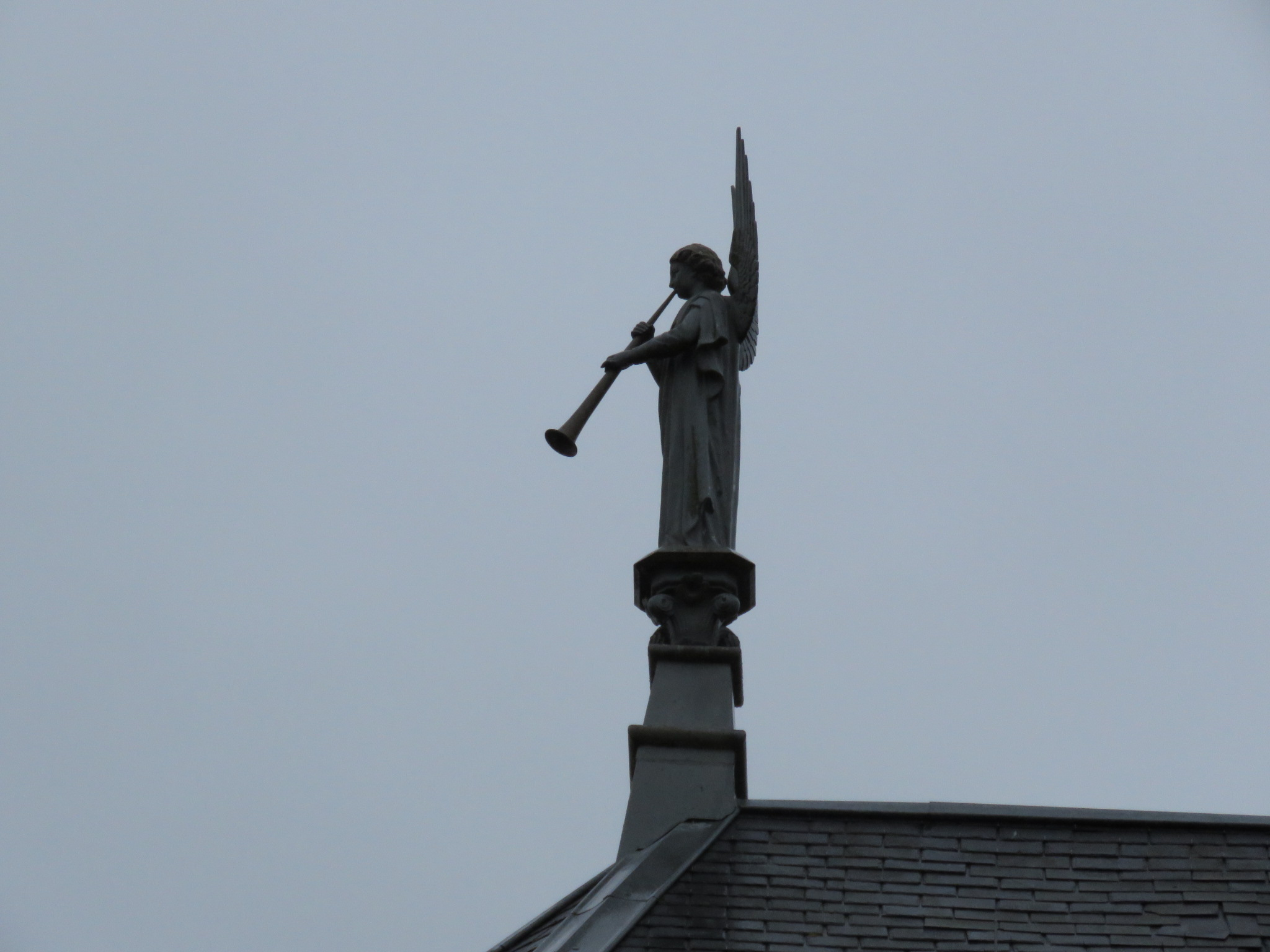
L'ange de l'Apocalypse au sommet du chevet.

## Intérieur
Les clés de voûte datent de 1903 et sont parfaitement conservées. Celle de la nef représente l'alpha et l'oméga, les initiales de l'abbé Martin et les armoiries de la famille de Vaucelles et Méry de Bellegarde ; celle du chœur, le Cœur immaculé de Marie ; celle de la croisée du transept, la symbolique du paradis avec la tiare pontificale et les clés de saint Pierre ; et enfin les initiales de saint Julien et de la Vierge dans les transepts. Lors de leur construction, ces clés de voûte ont été facturées 700 francs soit l'équivalent du salaire annuel d'une institutrice en début de carrière. Elles n'ont pas nécessité de restauration lors de la réhabilitation récente de l'édifice.

Clés de voûte
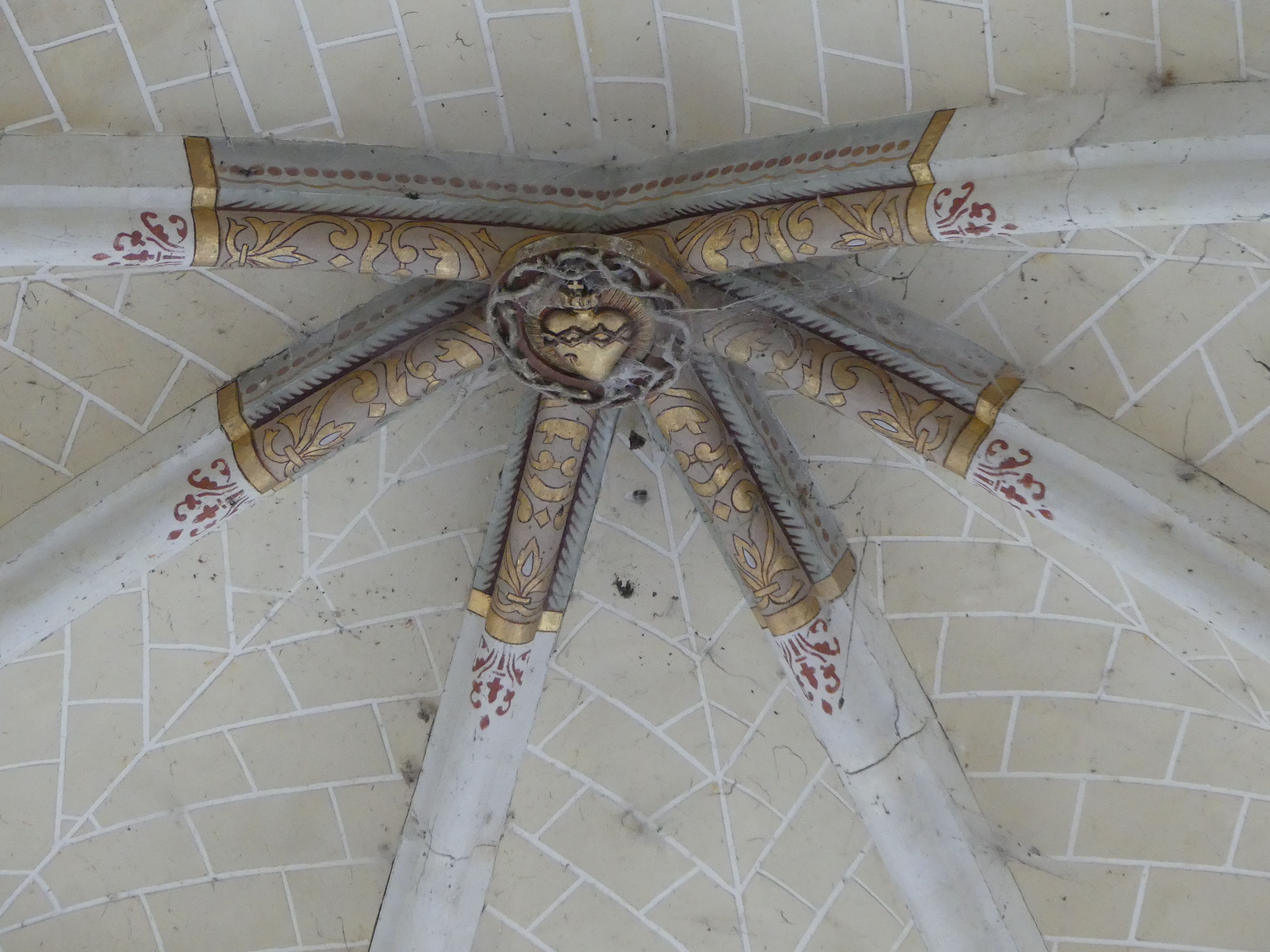
Sacré-Cœur
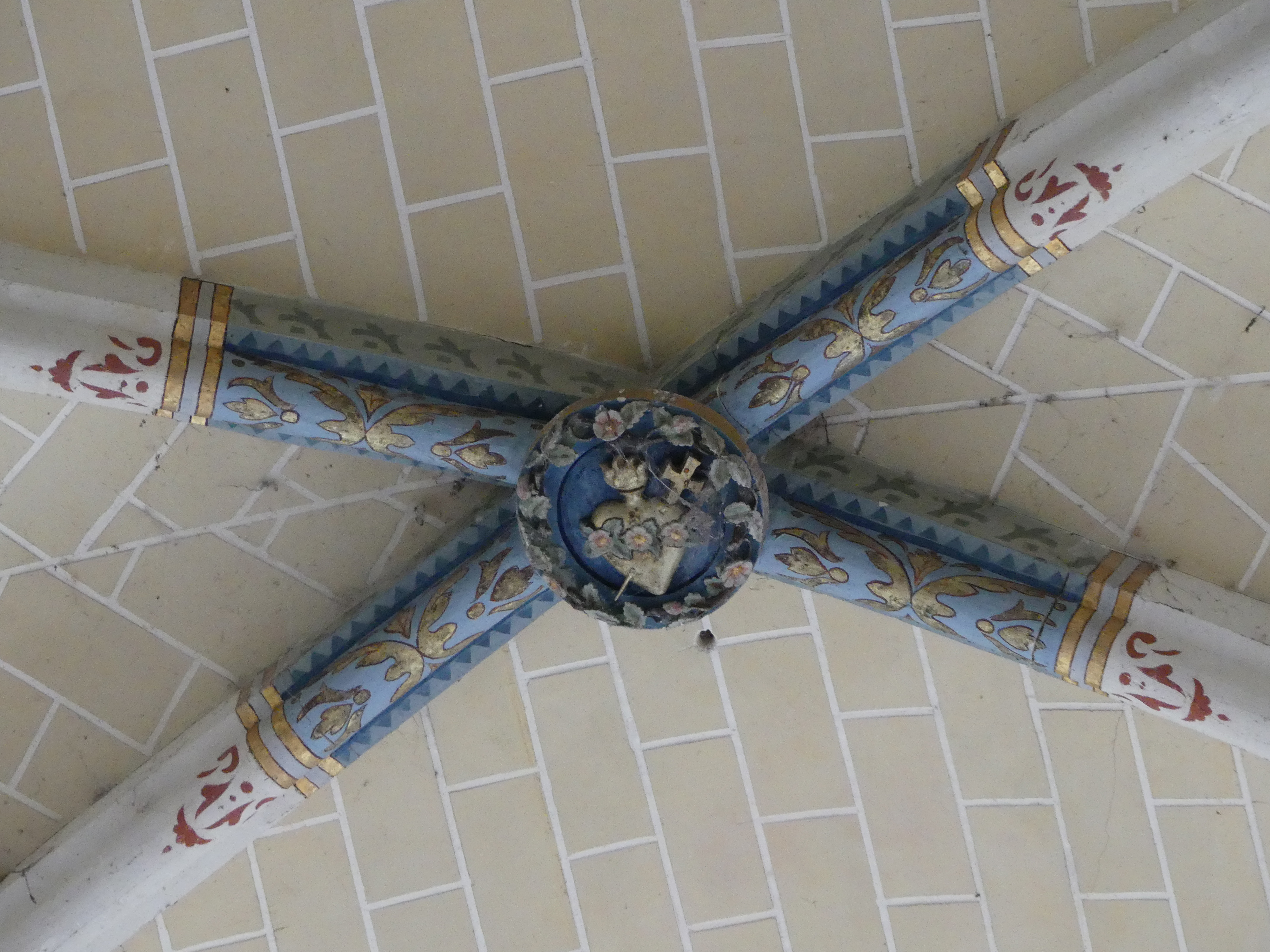
Cœur de Marie
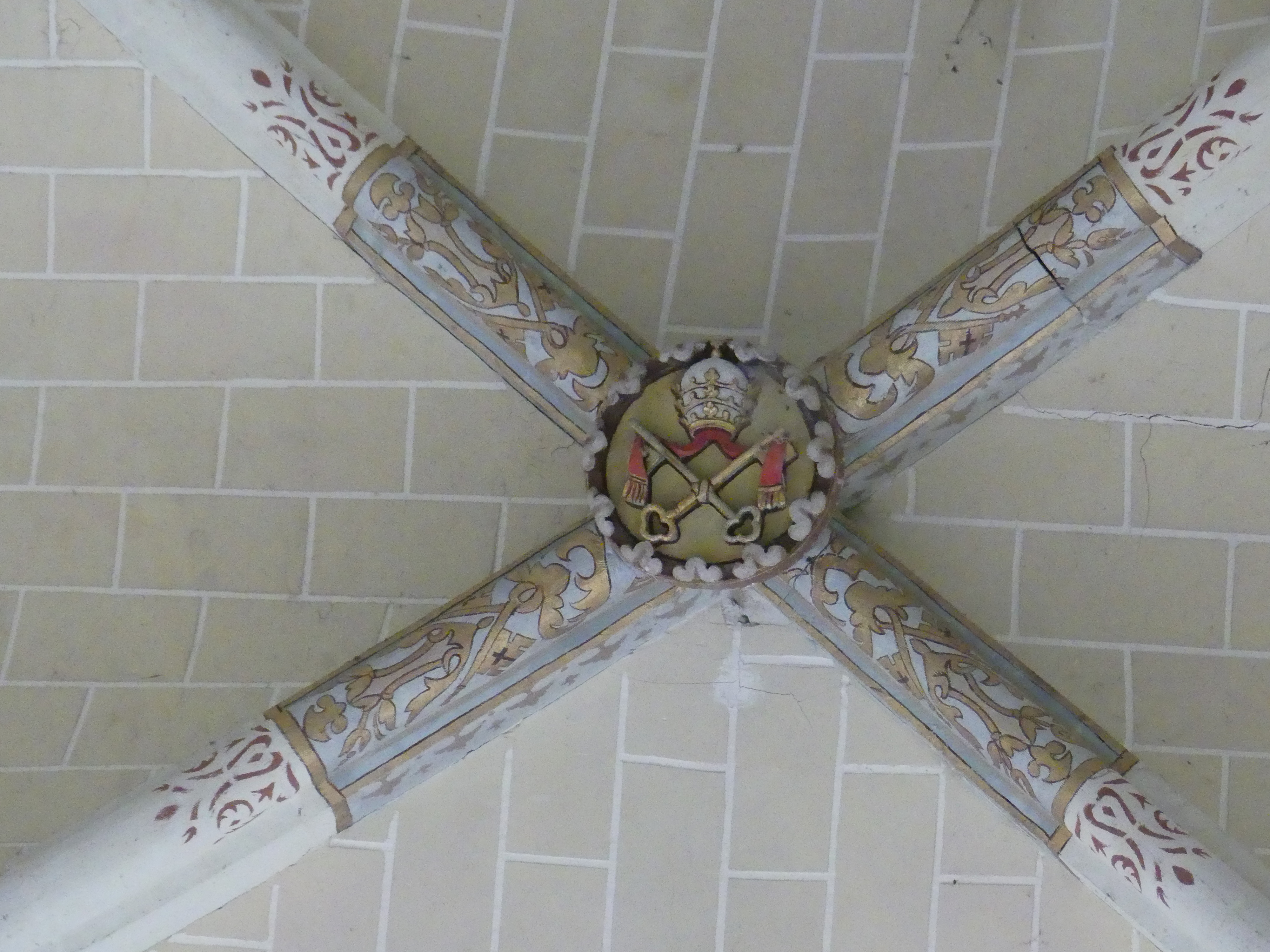
Clés de St Pierre symbole pontifical
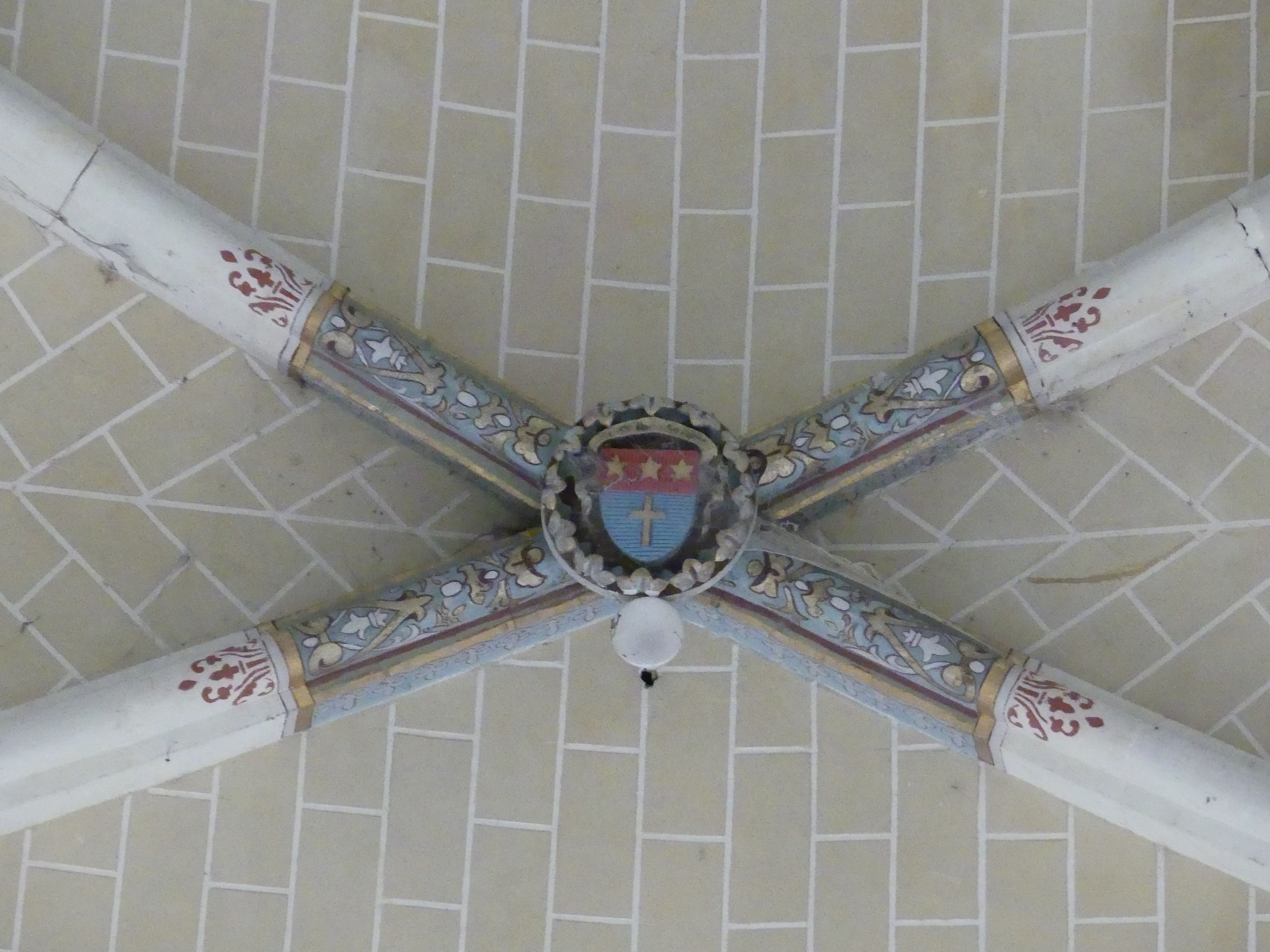
Blason
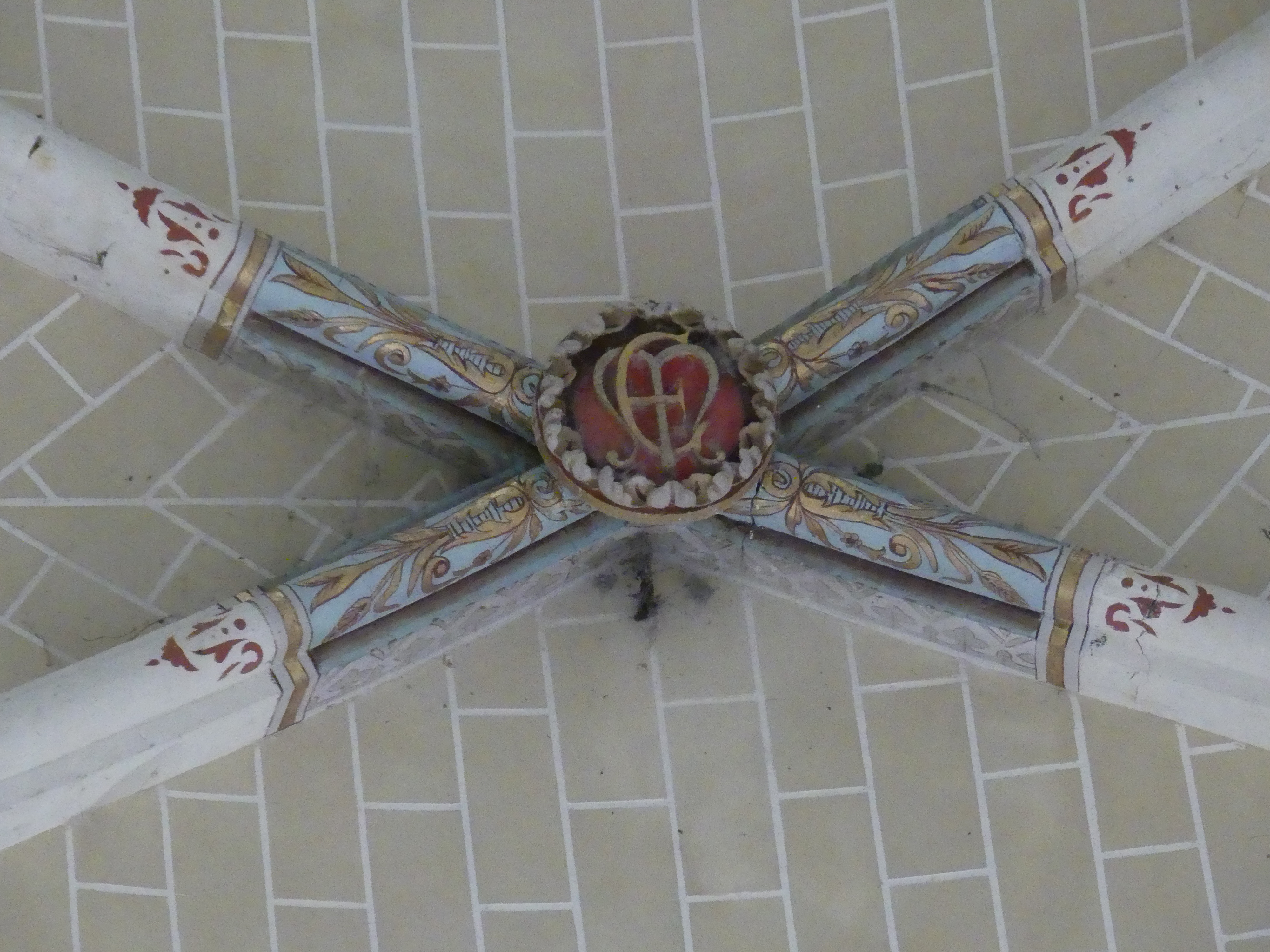
Initiales de l'abbé Martin
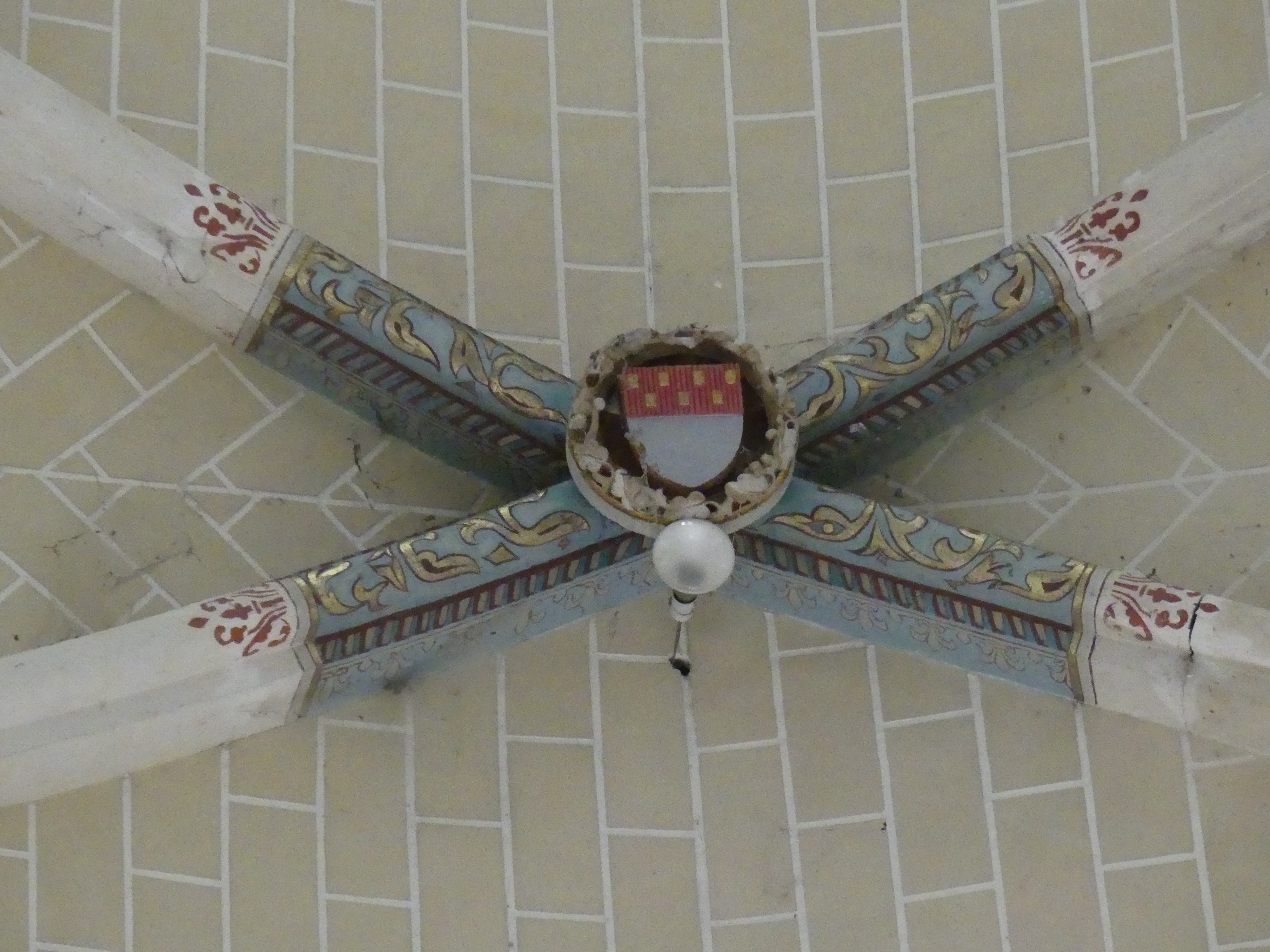
Blason
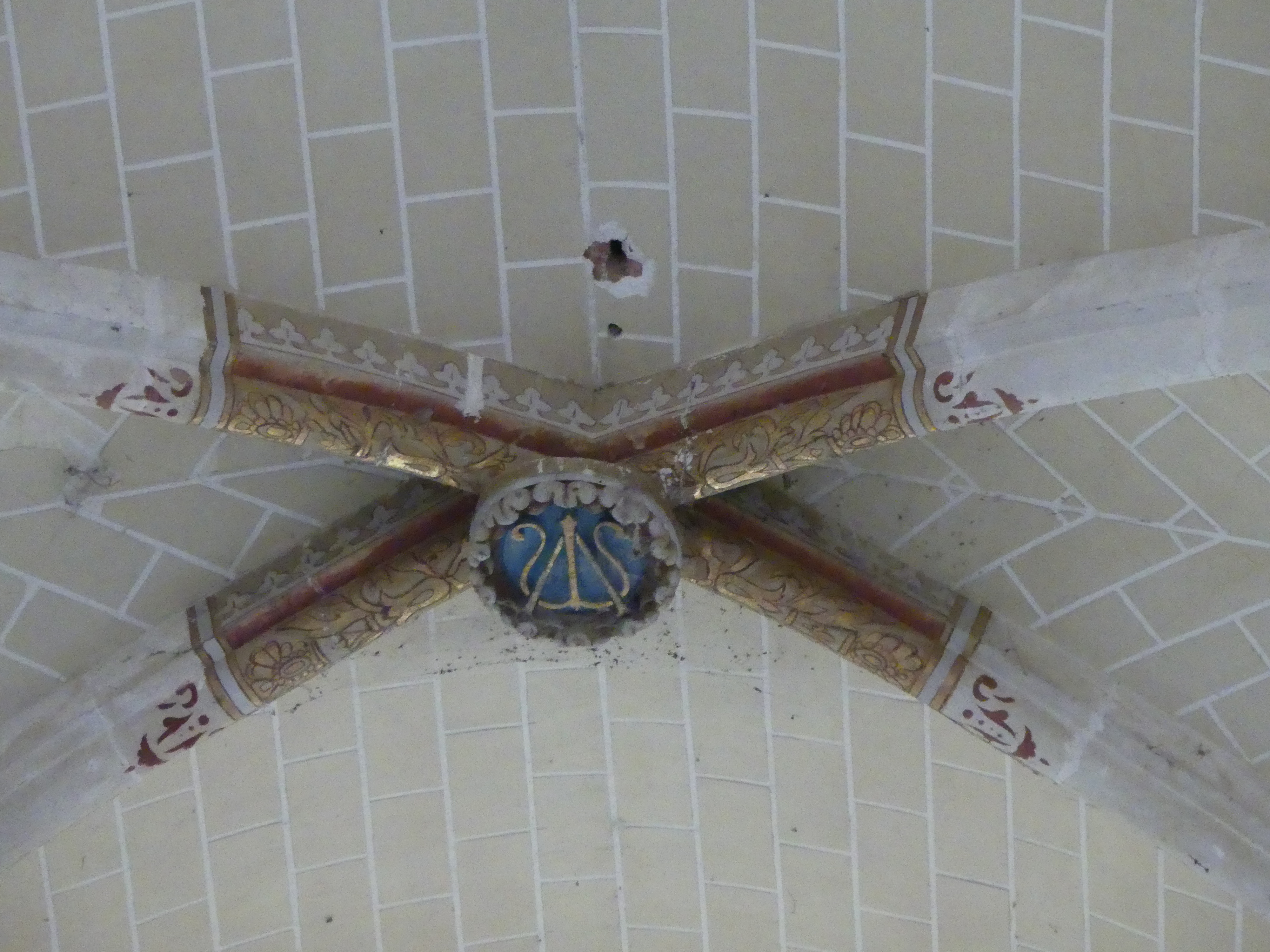
Alpha et Oméga

Les hauts de chapiteau de la croisée des transepts représentent le bestiaire suivant : l'agneau pascal, l'aigle de saint Jean, le phénix et la ligature d'Isaac.
Les vitraux, mis en sécurité depuis le projet de destruction de l'église, ont été replacés en 2015 et inaugurés le 30 mai 2015. Les huit vitraux de la nef ont été réalisés par le maître-verrier Auguste Alleaume. Ils représentent des scènes de la Première Guerre mondiale où les Poilus portent les visages des hommes de la commune partis à la guerre ; les différents tableaux vont du soldat blessé recevant l'extrême-onction à son accession au paradis. Les sept vitraux du chœur ont été réalisés en 1870 par la fabrique de vitraux du carmel du Mans ; ils représentent des scènes de la vie de saint Julien.

Vitraux d'Auguste Alleaume
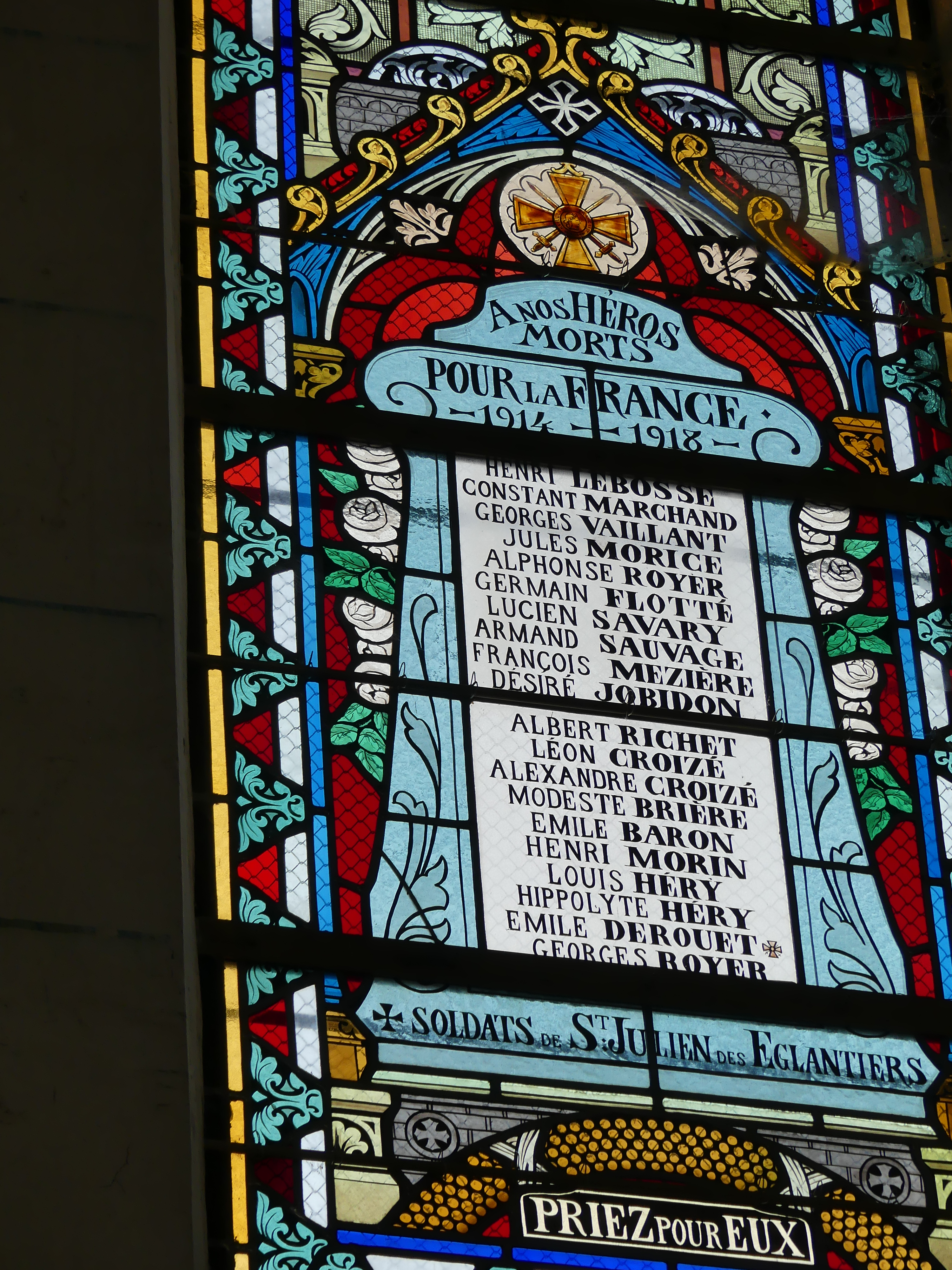
Morts de la paroisse
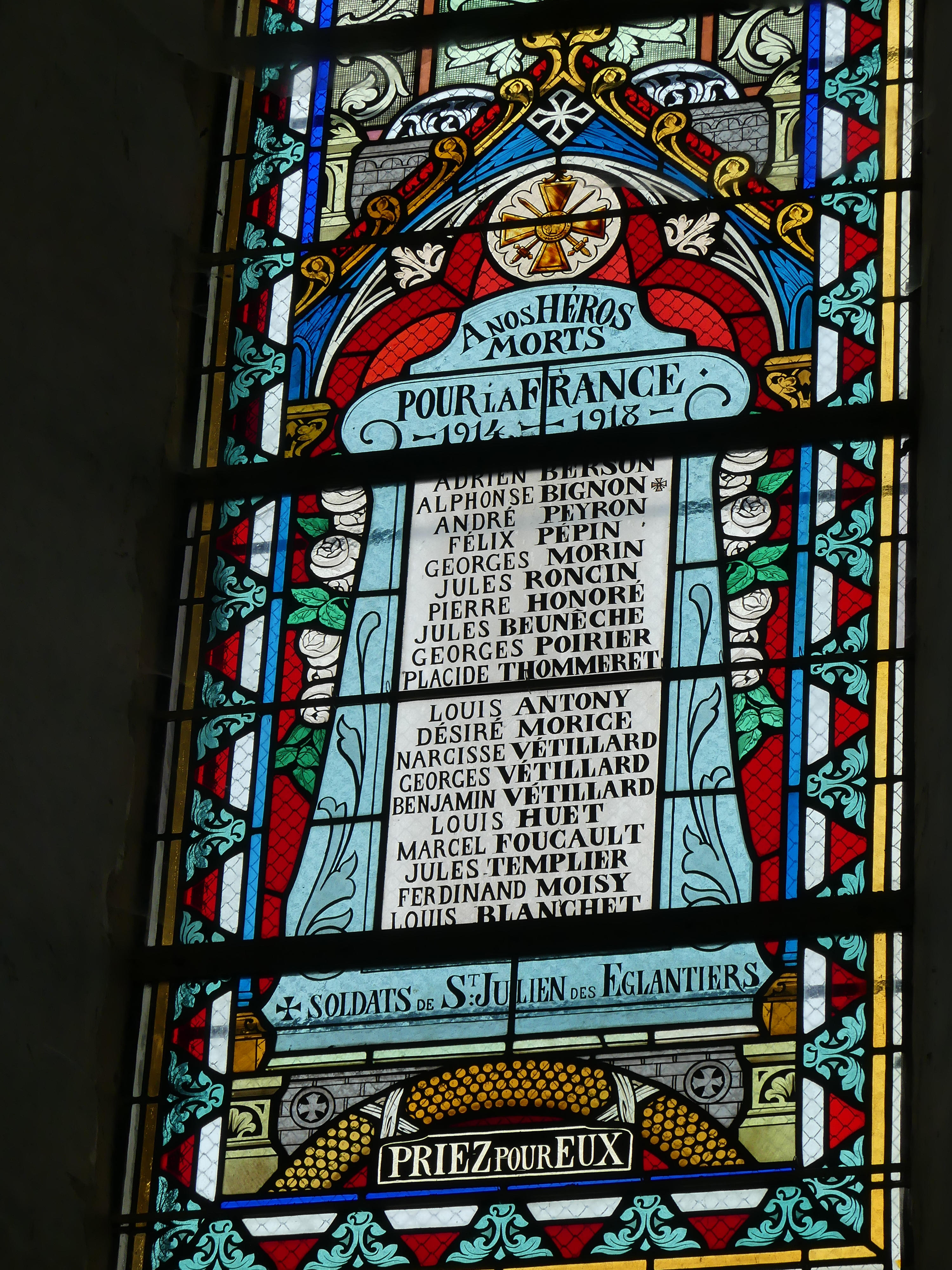
Morts de la paroisse
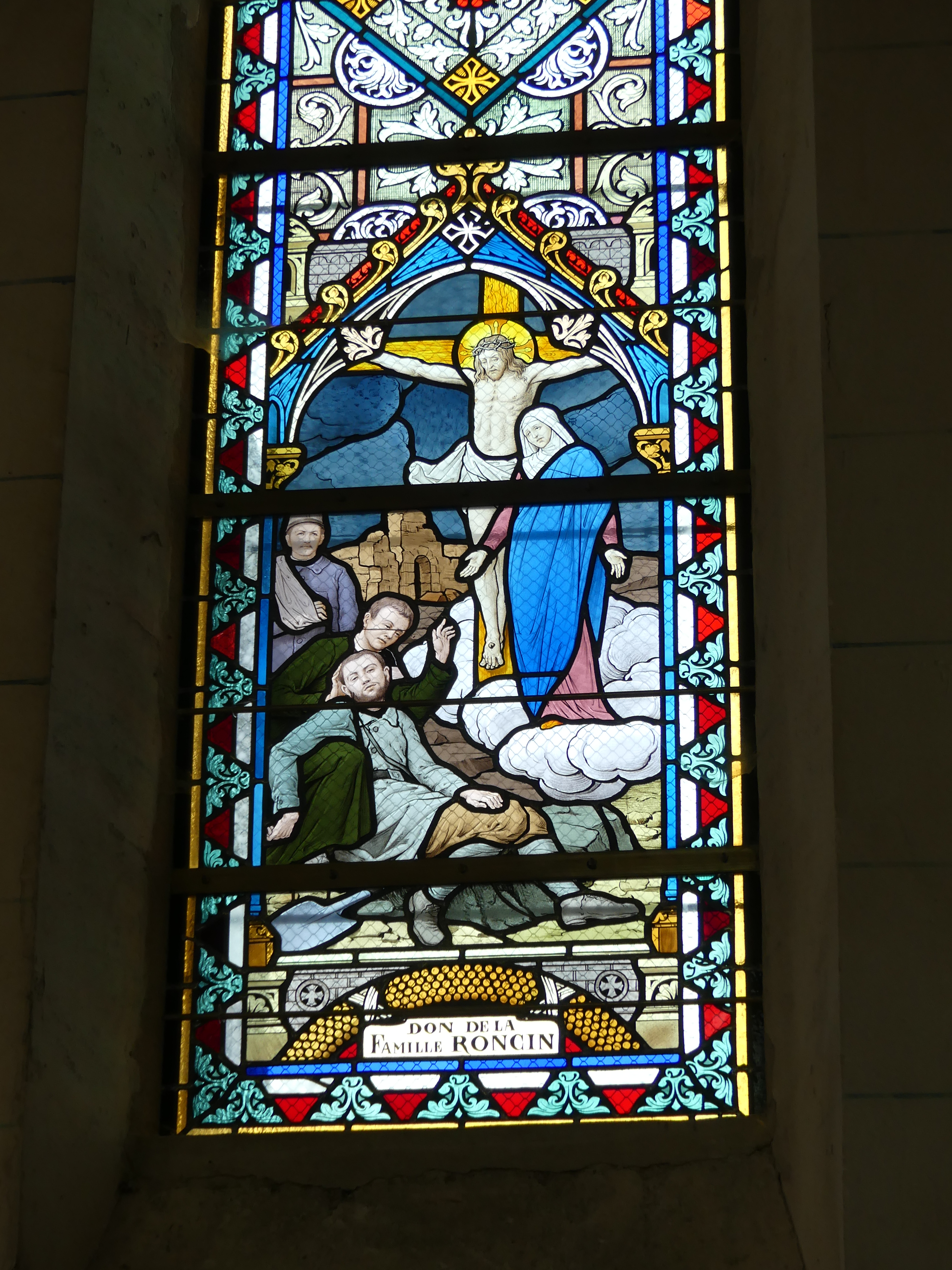
scène de poilus de la  Grande Guerre
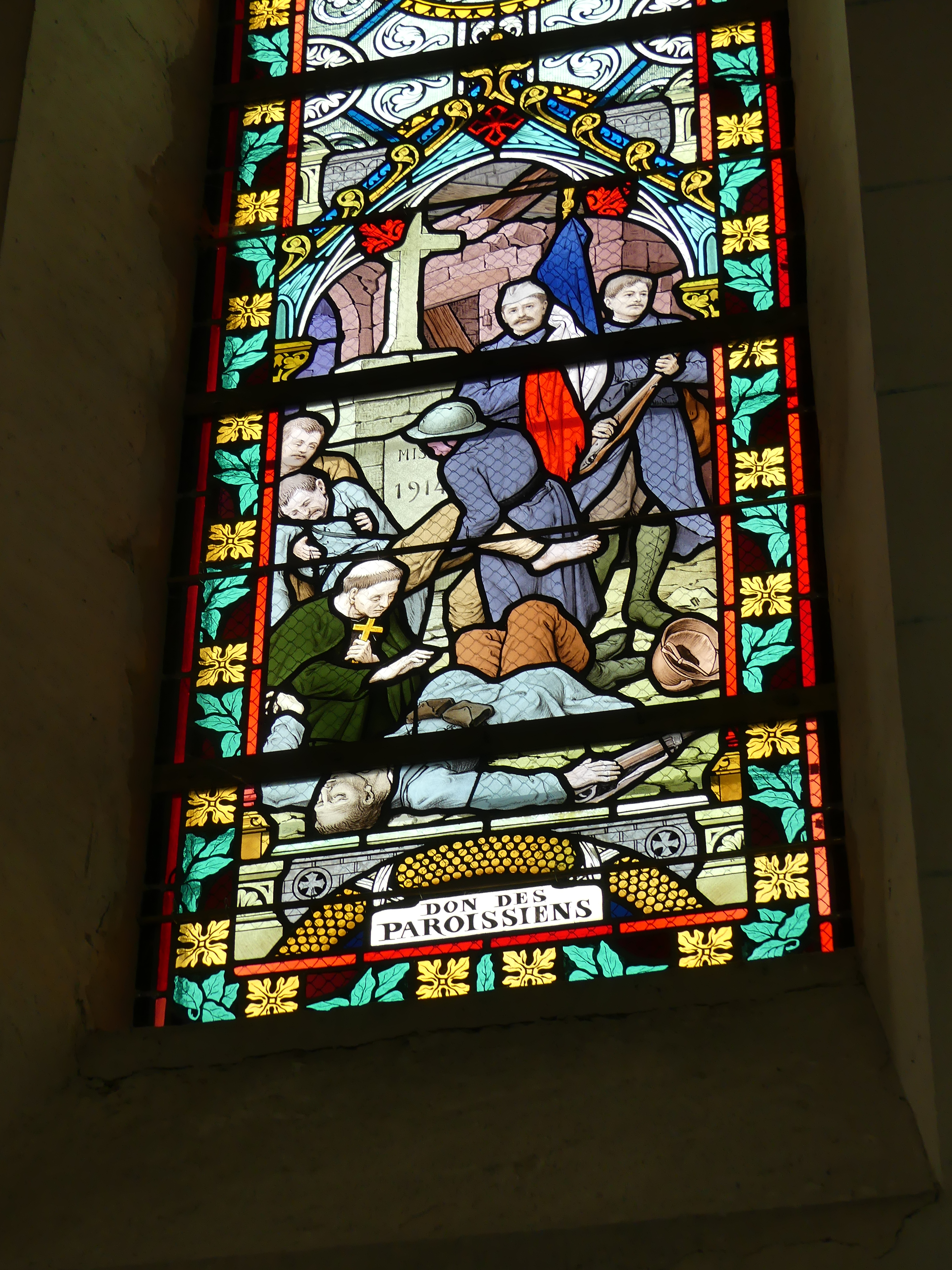
scène de poilus de la  Grande Guerre
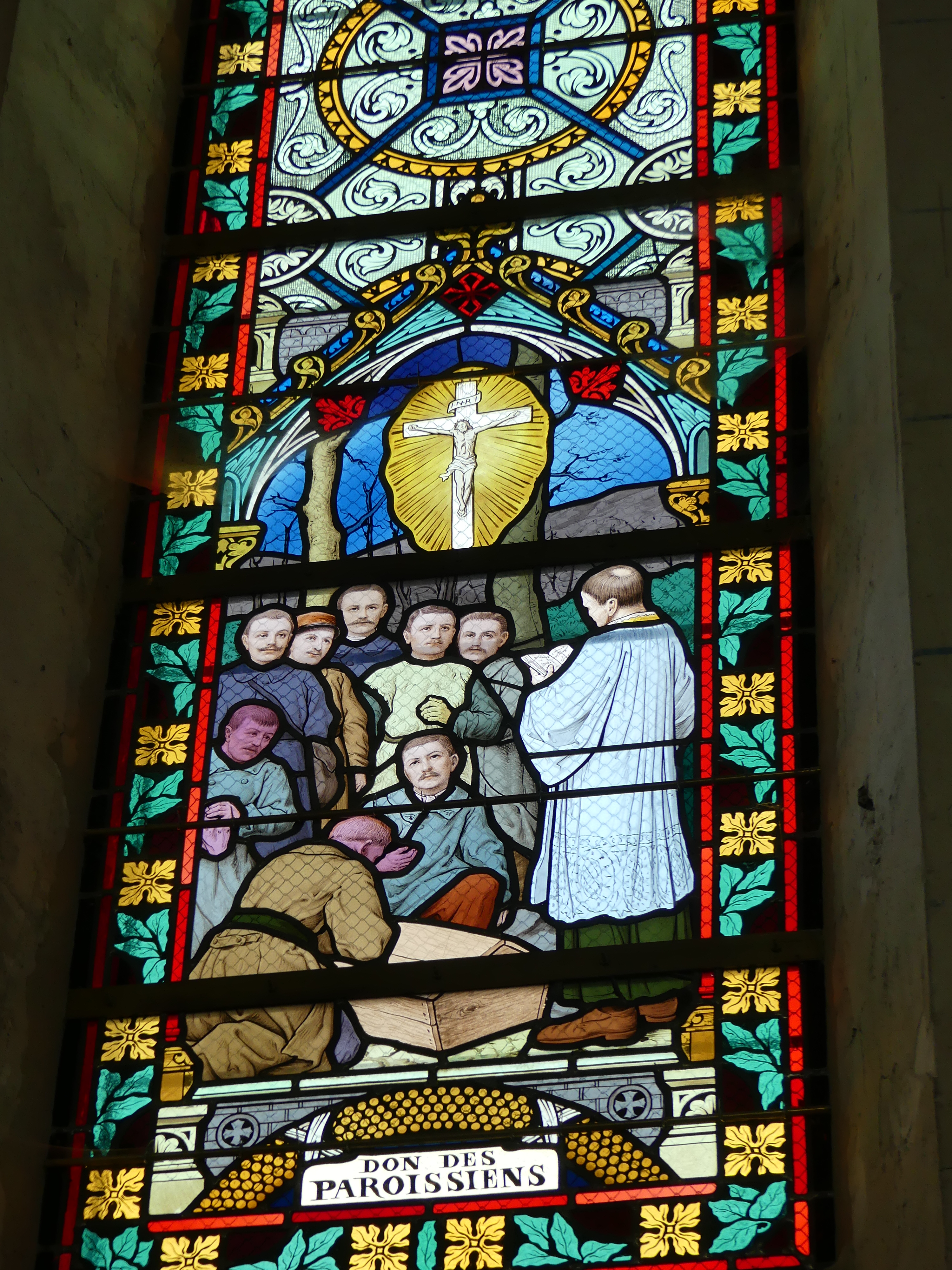
scène de poilus de la  Grande Guerre
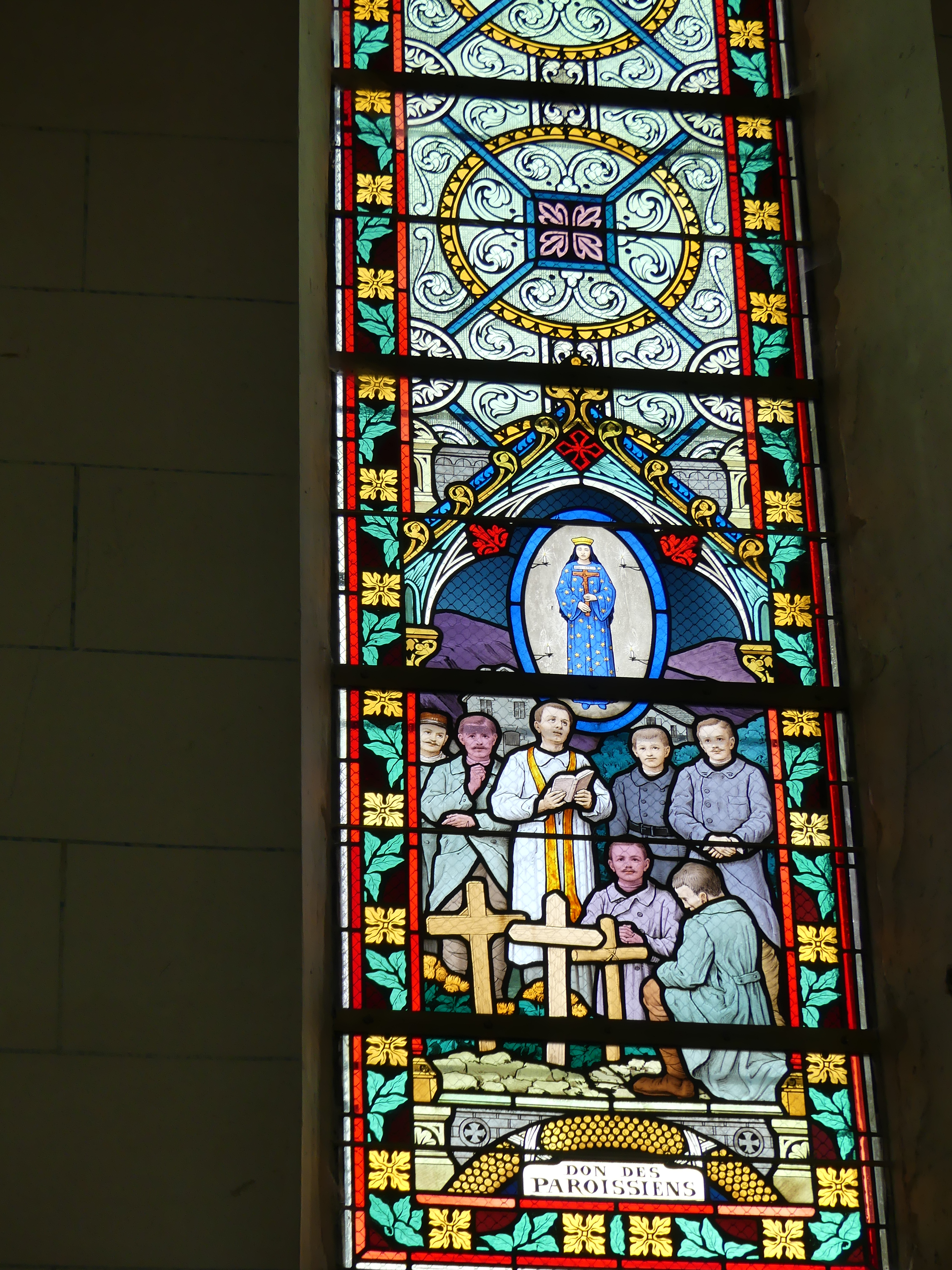
scène de poilus de la  Grande Guerre
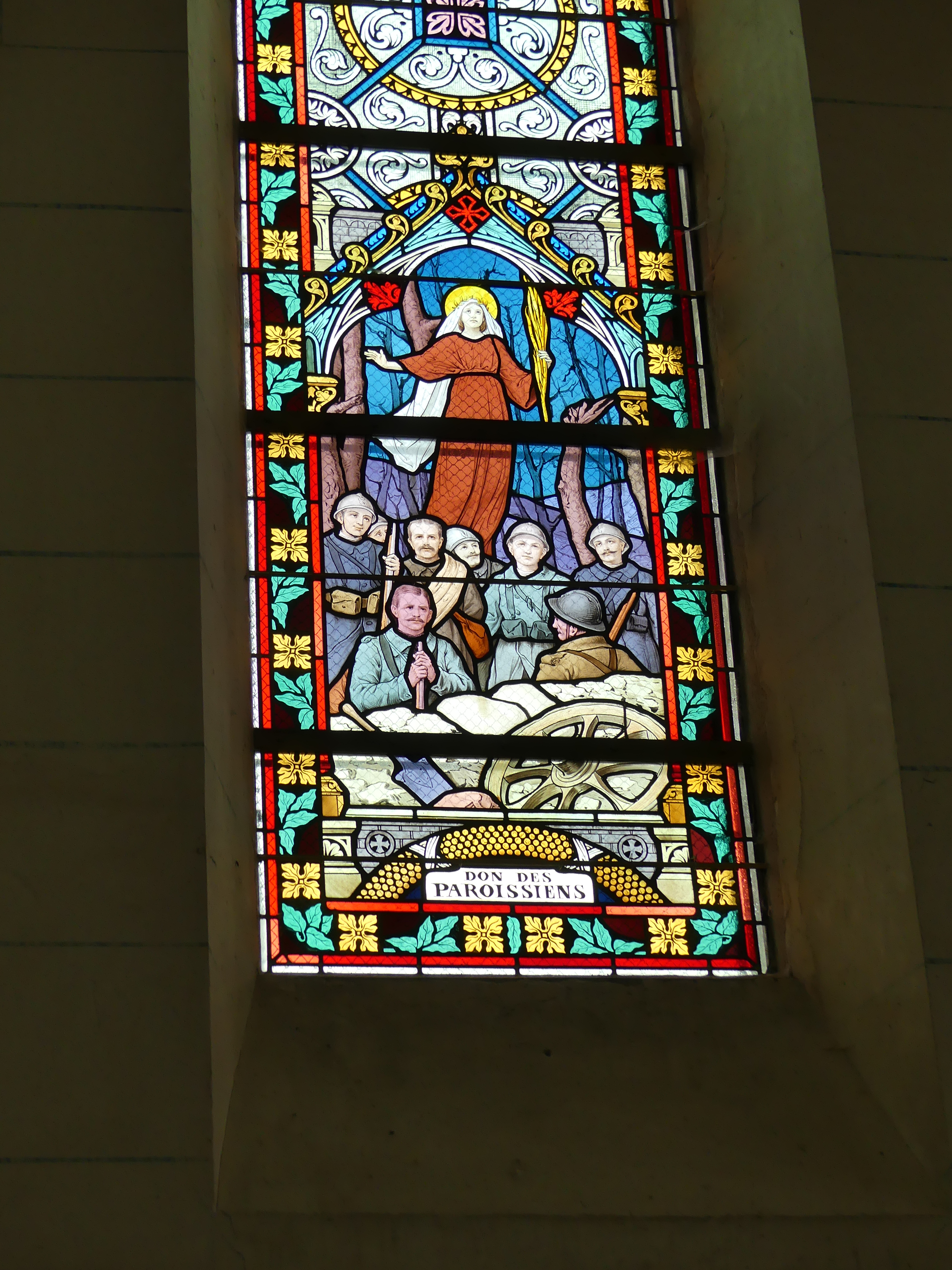
scène de poilus de la  Grande Guerre
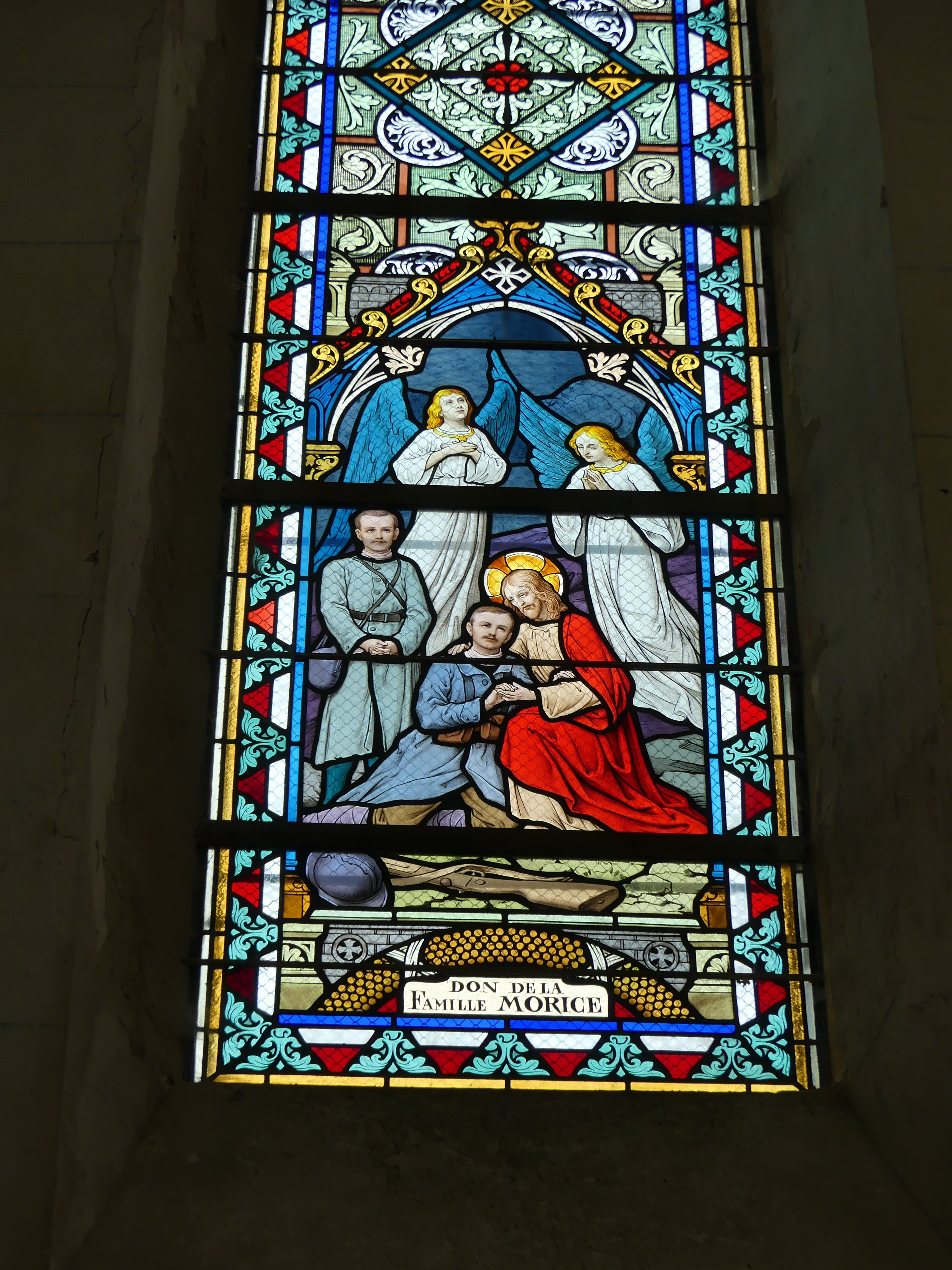
scène de poilus de la  Grande Guerre